# Houda Elmestour
Houda Elmestour (en arabe : هدى المستور), née le 12 mars 2005, est une footballeuse marocaine qui joue au poste de milieu de terrain à l'Union Touarga.

## Carrière en club
Houda Elmestour découvre le football vers l'âge de 4 ans. C'est son grand-père qui l'encourage à pratiquer la discipline.

### Formation à l'AS FAR
Houda El Mestour évolue et est formée au club de l'AS FAR. 

#### Ligue des champions 2021
Avec son club, elle parvient à se qualifier pour la phase finale de la première édition de la Ligue des champions féminine de la CAF qui a lieu en Égypte.
Bien que dans le groupe, elle n'entre en jeu à aucun des matchs lors de cette édition.

#### Ligue des champions CAF 2022: L'AS FAR sur le toit de l'Afrique
Si elle n'a pas de temps de jeu la première édition, elle dispute en revanche la deuxième qui se joue au Maroc durant le mois de novembre 2022.
Quelques semaines après avoir pris part à la Coupe du monde des moins de 17 ans en Inde avec la sélection, elle est la plus jeune joueuse de l'effectif de l'AS FAR à participer à la Champions league féminine (Chaimae Hjyaj étant plus jeune, mais contrairement à Houda Elmestour, elle n'entre pas en jeu lors du tournoi).
Le 13 novembre 2022 devant son public, l'AS FAR finit par remporter la compétition pour la première fois de son histoire aux dépens du tenant du titre Mamelodi Sundowns après s'être imposée 4 buts à 0.
Houda Elmestour participe à trois matchs durant le tournoi dont deux en tant que titulaire.

#### Ligue des champions CAF 2023: 3ème place pour l'AS FAR
Houda Elmestour est sélectionnée par Mohamed Amine Alioua pour participer à la phase finale de la Ligue des champions 2023 qui se tient en Côte d'Ivoire du 5 au 19 novembre où l'AS FAR termine troisième. Bien que dans le groupe et sur le banc lors de toutes les rencontres, elle ne fait pas d'apparitions durant cette édition.

### Éclosion à Tourga (2024-)
Peu titularisée à l'AS FAR, Houda Elmestour s'engage lors de l'intersaison 2024 avec l'Union Touarga qui évolue en deuxième division et avec lequel elle parvient à remporter le championnat de la poule nord en s'imposant en finale face au vainqueur de la poule sud, Lionnes d'Assa Mahbès (2-0).

### Carrière internationale

#### Maroc -17 ans
Sous la houlette par Patrick Cordoba, Houda Elmestour et sa sélection réussissent à se qualifier pour la Coupe du monde des moins de 17 ans après avoir éliminé le Bénin, le Niger puis le Ghana.
Elmestour figure parmi les vingt-et-une joueuses retenues par Anthony Rimasson pour disputer la phase finale en Inde durant le mois d'octobre 2022 à l'issue de laquelle le Maroc sort au premier tour en terminant troisième de son groupe composé du Brésil, de l'Inde et des États-Unis.
Remplaçante, elle participe à deux rencontres de la compétition, contre le Brésil et l'Inde.

#### Maroc -20 ans
Houda Elmestour est sélectionnée par Anthony Rimasson pour participer au Tournoi de l'UNAF des -20 ans en mars 2023.
Tournoi que le Maroc remporte en faisant match nul contre l'Algérie (1-1) et en signant deux succès face à la Tunisie et l'Égypte (1-0). Remplaçante lors du premier match contre l'Algérie le 14 mars 2023, elle délivre deux passes décisives lors du deuxième match contre la Tunisie (victoire marocaine, 3-0),.
Anthony Rimasson fait appel à ses services pour disputer deux matchs amicaux contre le Sénégal à Thiès respectivement les 17 et 20 mai 2023 dans le but de préparer l'équipe pour les qualifications à la Coupe du monde 2024. Les deux matchs se terminent sur deux défaites marocaines (2-0 puis 2-1). Elle participe au second match en tant que titulaire,.
Qualifiée pour la Coupe du monde 2024, la sélection poursuit sa préparation à la compétition et se déplace à Avignon durant le mois de mai pour participer au tournoi annuel de la Sud Ladies Cup. Le Maroc se classe à la 4e place après avoir affrontr la France (défaite 3-0), Panama (victoire 2-1) et le Japon (défaite 4-2). Houda Elmestour entre en jeu dans chacun des matchs.

#### Maroc scolaire
Houda Elmestour participe au championnat du monde de football scolaire organisé à Rabat du 22 au 31 juillet 2023. Après un match nul contre l'Ouganda (1-1), le Maroc s'incline face à l'Angleterre (2-1). Malgré sa large victoire contre le Chili lors de la dernière journée (13-0), les Marocaines sont éliminées à la suite du succès des Ougandaises sur les Anglaises (5-1). Houda inscrit deux buts lors de cette compétition, les deux contre les Chiliennes.

#### Maroc -23 ans
Houda Elmestour est sélectionnée par Dimitri Lipoff pour participer aux Jeux africains d'Accra en mars 2024. Toutefois, les Marocaines sont décevantes durant le tournoi, concédant deux défaites contre le Nigéria et le Sénégal, sans marquer le moindre but.

## Statistiques

### En sélection

#### Maroc -23 ans
Le tableau suivant liste les rencontres de l'équipe du Maroc -23 ans auxquelles Salma Tammar a pris part :
| # | Date        | Stade                     | Adversaire | Résultat | Minutes | Compétition         | But inscrit | Passe décisive | Club   |
| - | ----------- | ------------------------- | ---------- | -------- | ------- | ------------------- | ----------- | -------------- | ------ |
| 1 | 8 mars 2024 | Cape Coast Sports Stadium | Nigeria    | 2 – 0    | 62      | Jeux africains 2023 | 0           | 0              | AS FAR |

| Résultat : - G = Match gagné - N = Match nul - P = Match perdu |

## Palmarès
| AS FAR (4) | Union Touarga (1)                                    | Maroc -20 ans (1)                          |
| --- | ---------------------------------------------------- | ------------------------------------------ |
| - Championnat du Maroc (3): - Championne : 2022, 2023, 2024 - Coupe du Trône (2): - Vainqueur : 2020, 2021 - Ligue des champions de la CAF (1) : - Vainqueur : 2022 - 3e place : 2021 et 2023 | - Championnat du Maroc D2 (1) - Championne : 2024-25 | - Tournoi de l'UNAF (1) - Vainqueur : 2023 |